# Elmira Hüseynova
Elmira Hüseynova (12 de fevereiro de 1933 – 23 de janeiro de 1995) foi uma escultora e pintora de retratos do Azerbaijão, que tem exposições em vários locais de todo o mundo e foi honrada como Artista Homenageada do Azerbaijão.

## Juventude e formação
Elmira Hüseynova qızı Mehralı (Elmira Hüseynova, filha de Mehralı) nasceu em 12 de fevereiro de 1933, em Baku, Azerbaijão, então uma República Socialista Soviética. A partir de uma idade precoce, ela começou a ter vontade de se tornar numa artista. Ela frequentou o Azim Azimzade State Art College, graduando-se em 1954. Ela então continuou com a sua formação no Instituto Académico para a Pintura, a Escultura e a Arquitectura Ilya Repin de São Petersburgo, graduando-se em 1960.

## Carreira
Hüseynova começou a expor obras em 1957, tanto no Azerbaijão como em várias repúblicas da URSS, focando-se, principalmente, em ícones culturais soviéticos—figuras literárias, cientistas, heróis de guerra e trabalhadores comuns. Na escultura, ela trabalhou com uma grande variedade de materiais, incluindo bronze, cerâmica, resina epóxi, mármore, gesso, pedra e madeira. Ela trabalhou com diferentes tipos de madeiras e materiais para produzir as mais atraentes imagens sobre os seus temas de interesse. Casou-se com Togrul Narimanbekov, e o casal teve uma filha, Asmar Narimanbekov, cujo nome foi dado em honra ao irmão da mãe e viria também a ser uma Artista Homenageada do Azerbaijão.
Hüseynova é mais conhecida pelas suas enormes esculturas em monumentos e pela sua originalidade de composição. Algumas das suas mais notáveis obras são A Menina da Fazenda Colectiva (1957), Trabalhador (1958), Família (1960) e Mãe (1970). Ela criou esculturas para os túmulos de Jafar Jabbarly (1968) e Rasul Rza (1970), bem como um baixo-relevo de Lev Landau e um monumento a Hasan bey Zardabi (1983), que fica em Icheri Sheher, na entrada do edifício da editora Azerbaijão Enciclopédia. Ela criou dois monumentos na Alemanha e, em 1967, foi reconhecida como um Artista Homenageada do Azerbaijão. Outras obras notáveis incluem uma estátua de Dmitri Mendeleev na lógia da Biblioteca Nacional do Azerbaijão, em Baku, um monumento a Jafar Jabbar, em Sumgayit (1966), e uma pintura sobre tela no edifício Milli Mejlis com um retrato de Nizami Ganjavi. Além da sua escultura, ela era conhecida por retratos, sendo as suas mais conhecidas peças: Retrato de Sattar Bahlulzade, Retrato de Rasul Rza, Retrato de um estudante, e o Retrato de Tughril.